# El Saucito, Veracruz
El Saucito är en ort i Mexiko.   Den ligger i kommunen Platón Sánchez och delstaten Veracruz, i den sydöstra delen av landet, 230 km norr om huvudstaden Mexico City. El Saucito ligger 147 meter över havet och antalet invånare är 145.
Terrängen runt El Saucito är huvudsakligen platt. El Saucito ligger uppe på en höjd. Runt El Saucito är det ganska tätbefolkat, med 86 invånare per kvadratkilometer. Närmaste större samhälle är Tempoal de Sánchez, 18,5 km norr om El Saucito. Omgivningarna runt El Saucito är en mosaik av jordbruksmark och naturlig växtlighet.